# أري شابيرو
أري شابيرو (بالإنجليزية: Ari Shapiro) هو صحفي أمريكي، ولد في 30 سبتمبر 1978 في فارغو في الولايات المتحدة.

## وصلات خارجية
- أري شابيرو على موقع ميوزك برينز (الإنجليزية)
- أري شابيرو على موقع ديسكوغز (الإنجليزية)